# Узденов, Добай Хаджи-Махмутович
Добай Хаджи-Махмутович Узденов (8 марта 1930 — 19 октября 2007) — передовик советского сельского хозяйства, гуртоправ колхоза имени Красных партизан Прикубанского района Карачаево-Черкесской автономной области, Герой Социалистического Труда (1966).

## Биография
Родился в 1930 году в Карачаево-Черкесии, в крестьянской семье скотоводов. По национальности - карачаевец. Рос без отца, который умер в год рождения сына. В 1941 году завершил обучение в третьем классе Преградненской семилетней школы.  
В ноябре 1943 года вместе с семьёй был депортирован в Ильичевский район Южно-Казахстанской области. с 14 лет стал трудиться в местном колхозе, в 1945 году работал грузчиком на хлопковом заводе. С 1953 по 1958 годы работал в колхозе имени Молотова Панфиловского района Фрунзенской области Киргизской ССР.
В 1958 году вернулся на родину и стал трудиться в колхозе "Красных партизан" Прикубанского района. Работал объездчиком гуртоправом, старшим гуртоправом. В 1962 году вступил в члены КПСС.
Постоянно показывал высокие результаты в производстве. Работая со скотом, сумел добиться в 1959 году - 1328 граммов среднесуточного привеса бычков, в 1961 году - 1323 грамма среднесуточного привеса. Умело работал с бычками швицкой породы.    
Указом Президиума Верховного Совета СССР от 22 марта 1966 года за достижение высоких показателей в производстве продукции сельского хозяйства и высокие показатели в животноводстве Добаю Хаджи-Махмутовичу Узденову было присвоено звание Героя Социалистического Труда с вручением ордена Ленина и медали «Серп и Молот». 
Трудился бригадиром фермы крупного рогатого скота. Проработал в сельском хозяйстве более 40 лет. Перед выходом на пенсию трудился чабаном ТОО "Знамя" Лабинского района Краснодарского края. 
Избирался депутатом Ставропольского краевого совета депутатов. Был членом обкома партии[какого?]. 
Проживал в Карачаевске. Умер 19 октября 2007 года.

## Награды
За трудовые и боевые успехи был удостоен:
- золотая звезда «Серп и Молот» (22.03.1966)
- орден Ленина (22.03.1966)
- другие медали.